# Ullock
Ullock – wieś w Anglii, w Kumbrii. Leży 47 km na południowy zachód od miasta Carlisle i 407 km na północny zachód od Londynu.